# Teofan Grk
Teofan Grk (Feofan Grk, ruski: Феофан Грек, grčki: Θεοφάνης; oko 1340. – oko 1410.) bio je bizantski grčki umjetnik i jedan od najvećih ikonografa, odnosno slikara ikona u Velikoj Kneževini Moskvi, poznat i kao učitelj i mentor velikog Andreja Rubljova. odlikuje ga slobodan crtež i izražajnost fizionomija.

## Životopis
Teofan je rođen u glavnom gradu Bizantskog carstva, Carigradu. Nakon studija umjetnosti i filozofije na Sveučilištu u Carigradu, seli se u Novgorod 1370. godine, a 1395. odlazi u Moskvu. Neki od njegovih suvremenika govorili su da se čini kao da "slika s metlom".

#### Freske
- Presveto Trojstvo.
- Sv. Danijel Stolipnik.
- Abel.
- Sv. Makarije iz Egipta.

#### Ikone
- Uznesenje Marijino.
- Gospa Donska.
- Marija (majka Isusova).
- Ivan Krstitelj.